# Massenbach (Adelsgeschlecht)

Stammwappen derer von Massenbach

Die Freiherren von Massenbach sind ein altes, ehemals reichsunmittelbares Rittergeschlecht aus Schwaben. Die Familie ist nach ihrem Stammsitz in Massenbach (heute ein Stadtteil von Schwaigern im Landkreis Heilbronn) benannt. Die Herren von Massenbach wurden im 12. Jahrhundert erstmals erwähnt und bildeten ausgehend von der Stammlinie in Massenbach vom 14. bis 16. Jahrhundert auch die nach ihren Gütern bei Ehrstädt und Weil der Stadt benannten Linien Neuhaus und Talacker aus. Um 1500 entstand auch eine norddeutsche Linie mit verschiedenem Besitz in Preußen, die wiederholt die mehrfach ausgestorbene süddeutsche Hauptlinie besetzte. Die Familie besteht in Süddeutschland bis heute fort und besitzt dort ausgedehnten Grundbesitz, der 1929/30 in die Freiherr von Massenbach’sche Waldstiftung überführt wurde.

## Geschichte

### Abstammung

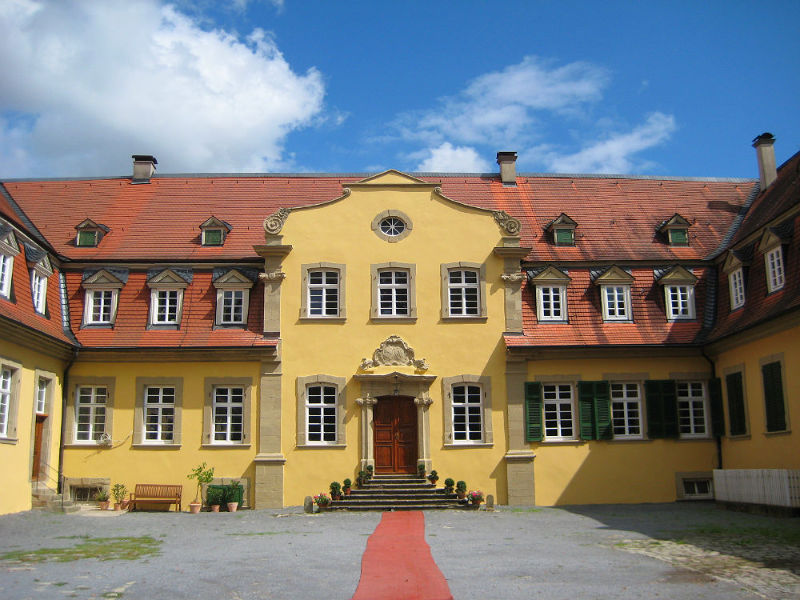
Schloss Massenbach

Das Geschlecht ist eines Stammes und Wappens mit den Herren von Gemmingen, die urkundlich am 16. August 1233 mit Hertlieb und Albertus de Gemmingen, Konventualen am Kloster Hirsau, auftreten. Erstmals erwähnt wird sie mit einem Warmunt von Massenbach, der 1160 als Zeuge eines Vergleichs zwischen Adelhelm von Schwaigern und dem Kloster Hirsau genannt wird. Die ununterbrochene Stammreihe beginnt mit Henricus de Gemmingen dictus de Massenbach, der 1216 als erster Gemmingen urkundlich mit dem Namen Massenbach erscheint.
Die ältesten belegten Besitze der Familie lagen um Massenbach, bei Bretten und um Hemmingen. Am Stammsitz in Massenbach ist die Familie 1319 erstmals belegt. Über nicht mehr nachvollziehbare Besitzerwechsel hatte die Familie Burg und Dorf Massenbach ab der Mitte des 14. Jahrhunderts als Lehen der Kurpfalz. Zu jener Zeit bildeten sich neben der Hauptlinie in Massenbach die beiden nach ihren Besitztümern genannten Seitenlinien Neuhaus und Talacker, im 15. Jahrhundert entstand außerdem eine norddeutsche Linie. Die Stammlinie in Massenbach starb in der ersten Hälfte des 16. Jahrhunderts erstmals aus und wurde durch Wilhelm († 1558) aus der norddeutschen Linie besetzt, der damit eine neue süddeutsche Linie begründete, die mit Christoph Wilhelm 1591 erneut erlosch und abermals mit Erben aus der norddeutschen Linie besetzt wurde.

### Linie Neuhaus

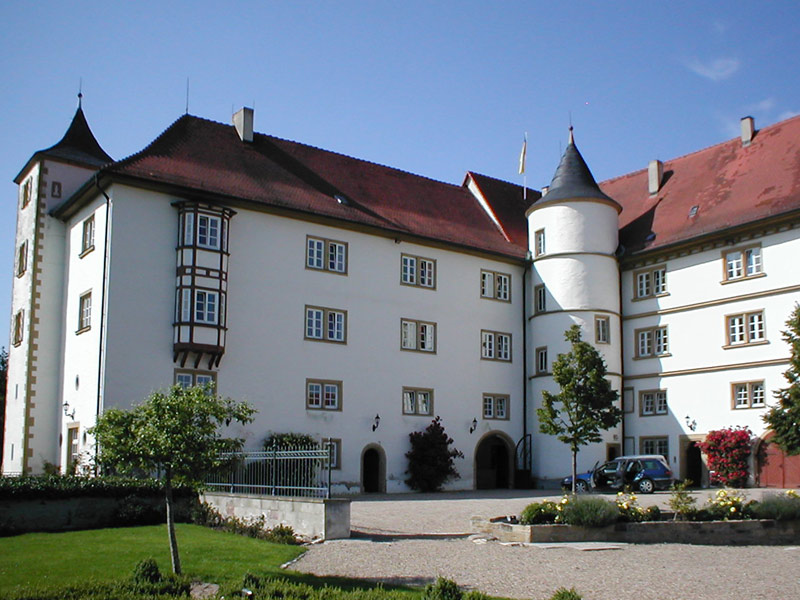
Schloss Neuhaus

Die Linie Neuhaus geht auf Berthold von Massenbach zurück. Dieser erhielt 1333 für seine Verdienste vom württembergischen Grafen Ulrich III. die halbe Burg Newhus und den zugehörigen Ort Ehrstädt verliehen. Seine Nachkommen nannten sich zunächst Massenbach von Neuhaus, um 1410 dann von Neuhaus oder vom Neuenhaus. Die andere Hälfte der Burg war im Besitz der mit den Massenbach stammverwandten Herren von Gemmingen. Durch Gütertausch kam Philipp von (Massenbach-)Neuhaus 1541 in den Besitz der ganzen Burg. Mit Hans Philipp von Neuhaus starb 1580 die Linie Neuhaus aus.
Obwohl württembergische Lehensträger, standen einige Angehörige der Linie auch in pfälzischen Diensten. Die Linie besaß zeitweilig auch die Hälfte von Adersbach, tauschte diese jedoch 1541 gegen einen unterdessen an die Herren von Gemmingen gekommenen Anteil an Neuhaus und Ehrstädt ein. Nach dem Tod des Hans Philipp von Neuhaus fiel das Ehrstädter Lehen 1580 an Württemberg zurück und wurde an die Herren von Degenfeld vergeben, von denen es 1926 im Erbgang wieder an die Freiherren von Gemmingen fiel, die Schloss Neuhaus bis heute besitzen.

### Linie Talacker
Die Linie Talacker nannte sich nach ihrem Besitz im abgegangenen Ort Talacker bei Weil der Stadt, hatte zeitweise auch Rechte an Rinklingen und trug im 14. Jahrhundert häufig den Beinamen Armleder. Die Talacker standen im 15. Jahrhundert zumeist in kurpfälzischen Diensten. Ein bekannter Vertreter der Linie war Hans Talacker, der 1462 an der Schlacht bei Seckenheim teilnahm, später zahlreiche Fehden, u. a. gegen die Reichsstadt Heilbronn, die Markgrafen von Baden und das Haus Württemberg führte und zum Lehrmeister Götz von Berlichingens wurde. Sein Sohn Hans II. († 1554) und sein Enkel Hans Jakob († 1587) waren in württembergischen Diensten: Hans II. war württembergischer Oberhofmeister, Hans Jakob war Obervogt in Balingen und Weinsberg.

### Norddeutsche Linie
Die norddeutsche Linie geht auf Berthold IX. († um 1523) zurück, der vermutlich vor 1466 in das Gebiet des Deutschen Ordens in Preußen gekommen war und größeren Besitz bei Balga am Frischen Haff (unter anderem das Gut Bregden (heute russisch: Wawilowo)) erwarb, den seine Söhne um Güter in Stuttehnen, Windkeim, Paplauken und Cordommen vermehrten. Unter seinen Söhnen kam es 1537 zu einer Erbteilung, wobei Berthold X. († 1555) die norddeutschen Güter und Wilhelm († 1558) den zuvor gemeinsam verwalteten Stammsitz in Massenbach erhielt. Da die süddeutsche Linie nach drei Generationen wieder ausgestorben war, war der Stammsitz in Massenbach abermals Gegenstand der Erbteilung unter den vier Söhnen Bertholds X.: Während Heinrich der Ältere († 1602) den süddeutschen Besitz verwaltete, war Hans († 1607) Hofmarschall beim schwedischen König Karl IX. Die Brüder Georg IV. († 1598/99) und Wilhelm V. († 1609) wirkten in Preußen. Wilhelms Söhne setzten die süddeutsche Linie fort, Georgs Söhne die norddeutsche. Georgs Enkel Fabian II. (1608–1688) war Kommandant von Memel und führte 1682 durch den Verkauf seiner Anteile an Massenbach die Trennung der Familienlinien fort. Unter seinen Enkeln bildeten sich die drei nach ihren damaligen Gütern benannten Familienzweige Posewangen, Rodmannshöfen und Stuttehnen aus. Die norddeutsche Linie bekleidete hohe preußische Verwaltungs- und Militärämter. Leo von Massenbach (1797–1880) war Regierungspräsident in Düsseldorf und bewirkte für die Linien Rodmannshöfen und Stuttehnen 1850 die Erhebung in den preußischen Freiherrenstand. Leonhard von Massenbach (1835–1883) war Landrat des Obertaunuskreises.

### Süddeutsche Linie
Wilhelm von Massenbach († 1558) erhielt 1537 bei der Erbteilung unter den Söhnen Bertholds IX. den Stammsitz in Massenbach. Er stand seit 1519 in württembergischen Diensten und war Obervogt in Göppingen und Brackenheim, außerdem seit 1536 Kriegsrat des Schmalkaldischen Bundes und ab 1553 Kommandant der Festung Hohenasperg. 1530 führte er in seinen Gebieten die Reformation durch. 1556 erhielt er durch Kaiser Karl V. den Blutbann und damit die Reichsunmittelbarkeit. Sein Sohn Severin († 1568) war württembergischer Rat und erhielt das bereits von seinem Vater erworbene Schloss Ebersberg als Erblehen. Mit seinem Sohn Christoph Wilhelm erlosch 1591 die süddeutsche Linie erneut. Der Besitz wurde unter den vier Söhnen Bertholds X. aus der norddeutschen Linie aufgeteilt. Nachdem Massenbach zunächst von Heinrich dem Älteren († 1602) verwaltet worden war, setzten die Söhne seines Bruders Wilhelm V. († 1609) die süddeutsche Linie fort.

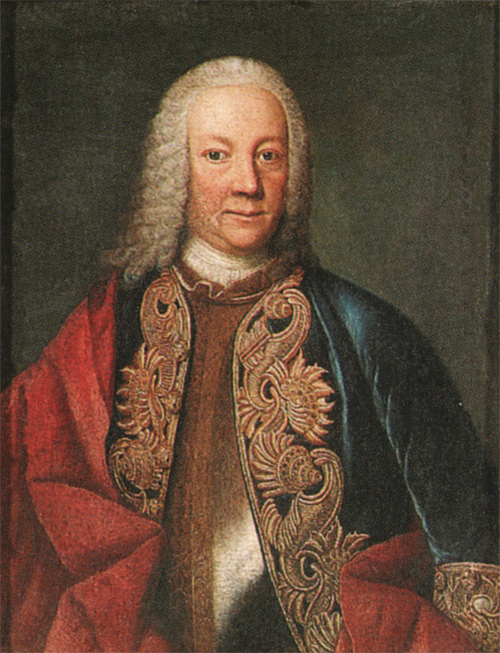
Georg Wilhelm von Massenbach (1721–1788)

Im Dreißigjährigen Krieg war Massenbach zeitweise entvölkert, und auch die Ortsherrschaft hielt sich an anderen Orten auf. Wilhelms V. Enkel Georg Bernhard (1629–1679) war Kommandant von Donauwörth, sein Bruder Philipp Adam (1621–1702) und dessen Sohn Nikolaus († 1728) standen in französischen Militärdiensten und erwarben Güter in Lothringen. Erst Reinhold von Massenbach (1650–1730), Urenkel Wilhelms V., ließ sich 1691 wieder in Massenbach nieder. Er hatte 1682 die Anteile der norddeutschen Linie am Ort erworben und dadurch drei Viertel des Lehens inne. 1709 nahm auch Friedrich von Massenbach (1686–1730), ein Enkel des wieder katholisch gewordenen Georg Bernhard, seinen Sitz in Massenbach. Die beiden konfessionell unterschiedlichen Linien am Ort sorgten im 18. Jahrhundert für häufige Streitigkeiten. Georg Wilhelm von Massenbach (1721–1788), Enkel Georgs aus der evangelischen Linie, ließ das Schloss Massenbach anstelle der zerstörten Burg errichten und reformierte die Landwirtschaft auf seinen Gütern. Die Gemeinde protestierte 1767 mit einer Klage bei der Kurpfalz gegen die damit verbundenen neuen Abgaben und Fronleistungen und fand dabei Unterstützung durch Josef Johann Adam von Massenbach (1710–1792) aus der katholischen Linie. Die Streitigkeiten wurden erst 1791 mit einem Vergleich beigelegt, außerdem auch dadurch, dass die katholische Linie, die ab 1768 beginnend mit Josef Johann Adam wieder den Beinamen Gemmingen trug, ihre Anteile an Massenbach an die evangelische Linie verkaufte und sich auf ihre Güter in Baden und Bayern zurückzog.
Die evangelische süddeutsche Linie in Massenbach verzweigte sich nach 1760 zeitweise in die nach ihren Wohnsitzen genannten Linien Oberes Schloss (Georg Wilhelm (1721–1788) und seine Nachfahren) sowie Unteres Schloss (Georg Wilhelms Bruder Johann Reinhold Dietrich (1719–1791) und sein Sohn Christoph Julius (1758–1835)). Das Untere Schloss war jedoch nur ein stattliches Wohnhaus, das nach dem raschen Aussterben des Familienzweigs als Gasthaus zum Adler genutzt und wie das Katholische Schloss genannte Anwesen der katholischen Linie 1993/1994 abgerissen wurde. Die Linie im Oberen Schloss erlangte dagegen mit den Söhnen des Georg Wilhelm weit über den Ort hinausreichende Bedeutung: Friedrich Reinhard Wilhelm (1749–1816) war Ritterrat des Ritterkantons Kraichgau, wurde 1809 württembergischer Kammerherr und später Chef einer Sektion des Kriegskollegiums. Sein Bruder Christian von Massenbach (1758–1827) stand in preußischem Militärdienst und erhielt Gut Bialokosz in Südpreußen, wo er einen preußischen Seitenzweig der süddeutschen Linie begründete, dessen Besitz unter seinen Nachkommen, darunter dem Erfurter Parlamentsabgeordneten Georg Sylvius von Massenbach (1799–1885) und dem Marienwerder Regierungspräsidenten Christian Julius von Massenbach (1832–1904) noch um weitere Güter wie Pinne und Konin vermehrt wurde. Ein weiterer Sohn Georg Wilhelms, Dorotheus Friedrich Eberhard Ferdinand (1760–1825), war geheimer Kriegsrat in Berlin, 1811 württembergischer Staatsrat und 1817 Direktor der württembergischen Oberrechnungskammer. Dorotheus’ Töchter waren Hofdamen an den Höfen in Stuttgart und Schwerin.
Bei der Mediatisierung der Reichsritterschaft 1806 behielten die Freiherren von Massenbach ihren „altherkömmlichen“ Freiherrentitel. Der württembergische Familienbesitz, der als Familienfideikommiss verwaltet wurde, wurde durch das Fideikommiss-Auflösungsgesetz von 1929/30 in eine bis heute bestehende Waldstiftung überführt.

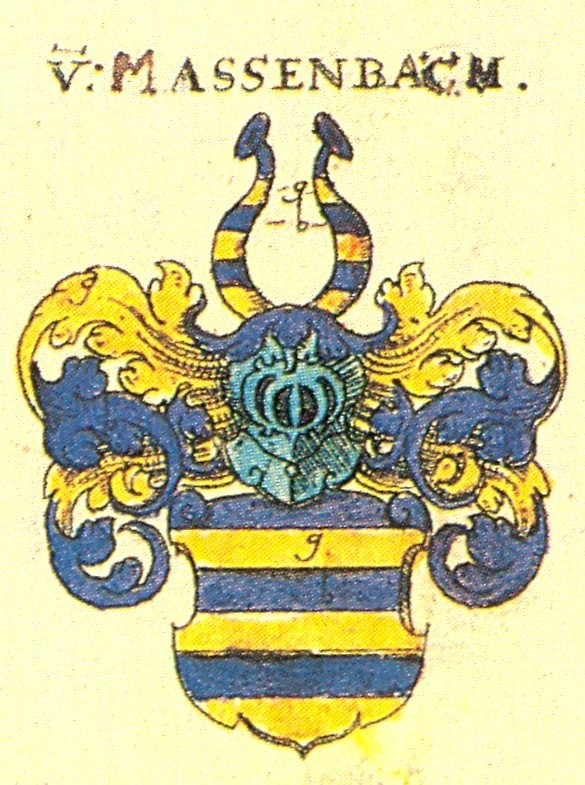
Wappen in Siebmachers Wappenbuch

## Wappen
Das Stammwappen zeigt in Blau zwei goldene Balken. Auf dem Helm mit blau-goldenen Decken stehen zwei wie der Schild bezeichnete Büffelhörner.

## Weitere Vertreter der Familie

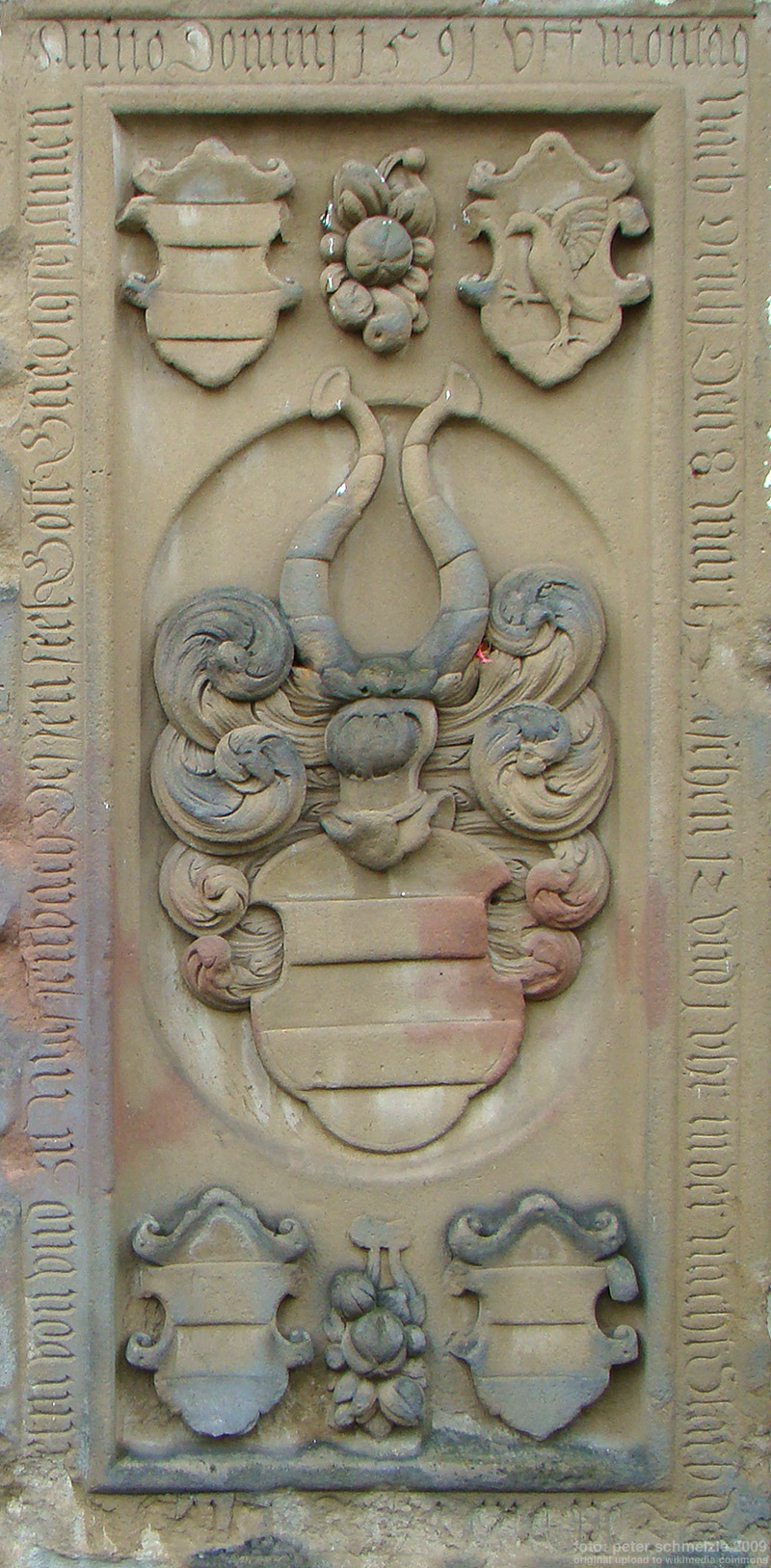
Grabplatte des Christoph Wilhelm von Massenbach († 1591) an der Georgskirche in Massenbach

- Adolf von Massenbach (1868–1947), preußischer Landrat in Wreschen und Regierungspräsident in Potsdam[3]
- Alexander von Massenbach (1818–1891), preußischer Generalleutnant
- Carl Wilhelm von Massenbach (1714–1761), preußischer Leutnant, Capitain und Landrat
- Friedrich Fabian von Massenbach (1723–1790), preußischer Leutnant, Rittmeister, Landrat und Landesdirektor
- Fritz von Massenbach (1861–1915), preußischer Landrat in Flatow[4]
- Karl von Massenbach (1752–1821), preußischer Generalmajor
- Peter von der Heydt Freiherr von Massenbach (1938–2008), Bundestagsabgeordneter der CDU
- Sigrid von Massenbach (1919–1984), Schriftstellerin und Übersetzerin
- Wichard von Massenbach (1909–1998), deutscher Gynäkologe und Gründungsdekan der Medizinischen Akademie in Lübeck
- Aletta von Massenbach (* 1969), deutsche Managerin
- Eugen Freiherr von Massenbach (1895–1983), Pilot im Ersten Weltkrieg, Teilnehmer der Chinesisch-Schwedischen Seidenstraßenexpedition und im Zweiten Weltkrieg u. a. Kommandant einer Panzer-Brigade.